# Gordonia tonkinensis
Gordonia tonkinensis är en tvåhjärtbladig växtart som beskrevs av Pitard. Gordonia tonkinensis ingår i släktet Gordonia och familjen Theaceae. Inga underarter finns listade i Catalogue of Life.